# Chaetonychia cymosa
Chaetonychia cymosa é uma espécie de planta com flor pertencente à família Caryophyllaceae.
A autoridade científica da espécie é (L.) Sweet, tendo sido publicada em Hortus Britannicus ed. 3: 263. 1839.

## Portugal
Trata-se de uma espécie presente no território português, nomeadamente em Portugal Continental.
Em termos de naturalidade é nativa da região atrás indicada.

## Protecção
Não se encontra protegida por legislação portuguesa ou da Comunidade Europeia.